# Plectris santaecrucis
Plectris santaecrucis är en skalbaggsart som beskrevs av Frey 1972. Plectris santaecrucis ingår i släktet Plectris och familjen Melolonthidae. Inga underarter finns listade i Catalogue of Life.